# ヴァシル・ボイデフ
ヴァシル・ボイデフ（Васил Бойдев、1893年1月1日 - 1983年4月23日）は、ブルガリアの軍人。中将。
1939年～1941年、ブルガリア空軍総司令官。1939年末までに、ブルガリア空軍は、第10陸軍群（V.ヴァルコフ少佐）、第2戦闘機群（K.ゲオルギエフ少佐）、第3偵察群（E.カラディムチェフ少佐）、第4陸軍群（I.イヴァノフ少佐）、第5爆撃機群（S.ストイコフ少佐）を擁した。1940年中盤、航空連隊が編成された。ブルガリア空軍は近代機を有していなかったが、1940年までに580機を揃えた。
1941年、参謀総長に任命。1942年、第5軍団を指揮し、ユーゴスラビア占領を遂行した。